# Seychelles en los Juegos Olímpicos de Moscú 1980
Seychelles estuvo representada en los Juegos Olímpicos de Moscú 1980 por once deportistas, nueve hombres y dos mujeres, que compitieron en dos deportes.
El equipo olímpico seychellense no obtuvo ninguna medalla en estos Juegos.